# 590464 Helenlawson
590464 Helenlawson este o planetă minoră (asteroid) din centura de asteroizi. A fost descoperită pe 23 ianuarie 2012 la  de Norman Falla⁠(d). 
Obiectul prezintă o orbită caracterizată de o semiaxă mare de 2,9799016150648 UAi, o excentricitate de 0,22943149286319, o înclinație de 7,8227781753198 ° în raport cu ecliptica.